# Zábavní park Tivoli

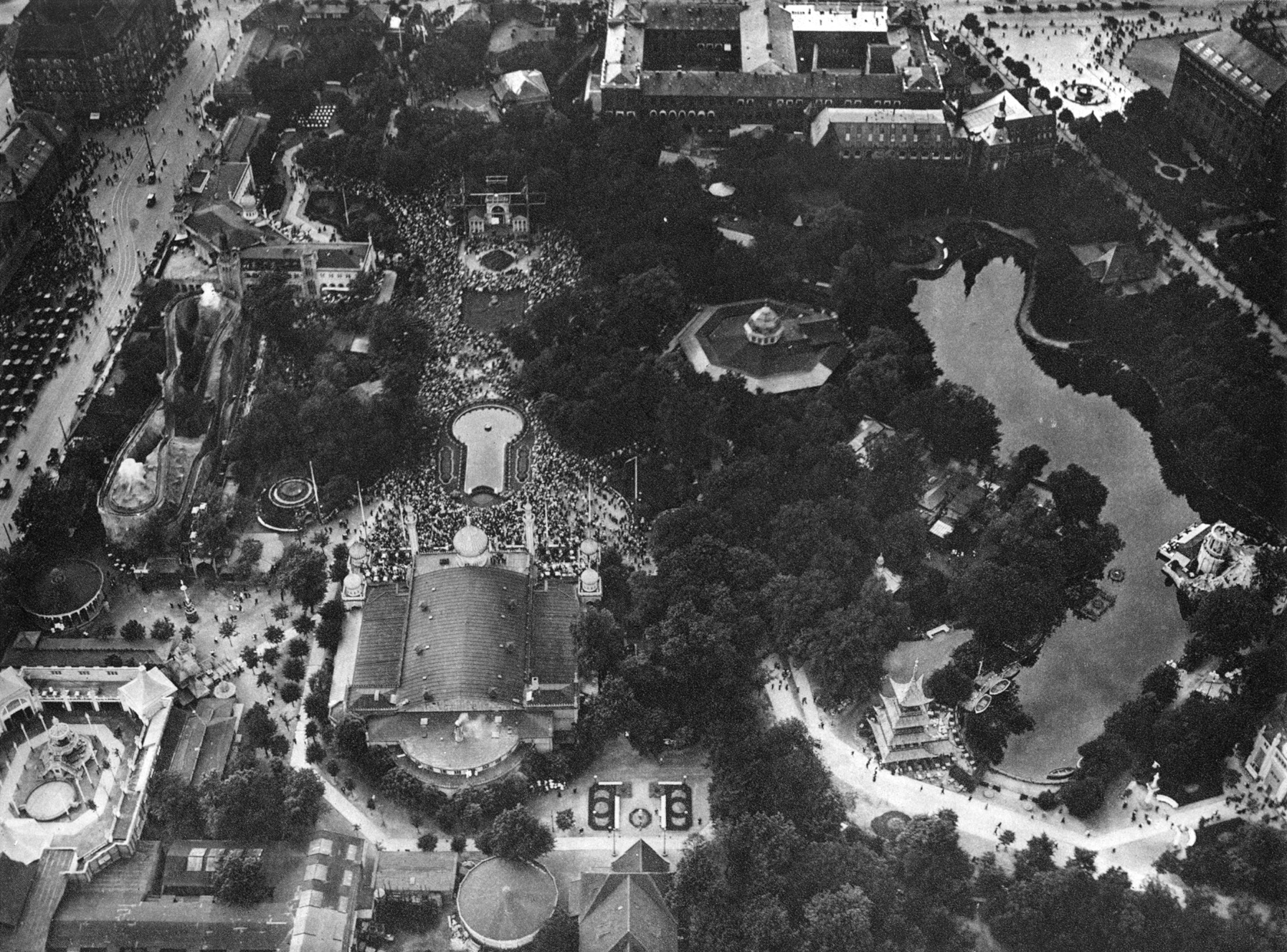
Zábavní park Tivoli v roce 1922, fotografie z balónu, Eduard Spelterini

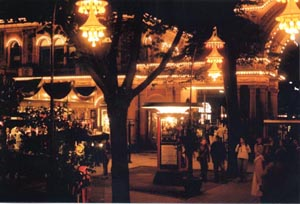
Tivoli, léto 2000

Tivoli je známý zábavní park v centru dánské metropole Kodaně. Byl založen roku 1843 Georgem Carsensenem na pozemcích bývalého vojenského opevnění. Otevřen byl 15. srpna téhož roku. Původně se jmenoval Tivoli & Vauxhall podle dvou tehdejších významných veřejných parků, pařížské Jardin de Tivoli a londýnských Vauxhall Gardens. Je druhým nejstarším zábavním parkem na světě a zaujímá rozlohu 82 717 m². V době založení stál park na samém okraji města, ale vzhledem k rozvoji městské aglomerace stojí dnes v úplném centru města. Ročně Tivoli navštíví okolo čtyř milionů lidí.
V parku se nachází nejstarší dřevěná horská dráha světa Rutschebanen z roku 1914 a moderní dráha Dæmonen, na níž vozíky jezdí rychlostí až 77 km/h a přetížení činí 4G. Dalšími atrakcemi jsou 80 metrů vysoký řetízkový kolotoč Himmelskibet, ruské kolo Ballongyngen, koncertní sál pro 1660 diváků, divadlo pantomimy v podobě čínské pagody a velké akvárium. Pravidelně zde vystupuje chlapecký pěvecký sbor The Tivoli Guard Boys. Park je otevřen od dubna do září a také na Halloween a o vánočních svátcích. O letních prázdninách se každý pátek koná rockový koncert (Fredagsrock).
V roce 1943 byl park poničen požárem, který založili dánští nacisté.